# Jean de Talaru
Jean de Talaru, né près de Lyon et mort à Lyon en 1393, est un archevêque de Lyon. Il est l'oncle de l'archevêque Amédée de Talaru.

## Biographie
Il est d'abord chanoine et obédiencier de l'église Saint-Just de Lyon, puis chanoine et custode de la cathédrale Saint-Jean. Il parvient à se hisser au doyenné de cette institution, avant d'être élu le 29 juillet 1375 à la tête du diocèse.
En 1376, il tient un synode local. Surtout, il fait en 1378 une longue visite pastorale destinée à faire le bilan de la tenue des lieux de culte, et de ces desservants. Cette visite couvre près de 400 édifices, sur les 900 que compte le diocèse.
Il s'est signalé dans son diocèse par un esprit de paix, une volonté de porter l'esprit pastoral et une grande libéralité.
Il est fait cardinal en 1389 par l'antipape Clément VII à la demande du Roi de France, Charles VI, mais ne reçoit jamais de titre. La même année, il renonce à son siège au profit de Philippe de Thurey.

## Sources externes
- Le Grand dictionnaire historique, 1759
- Histoire généalogique de la Maison d'Auvergne, 1708

- Ressources relatives à la religion :   - Catholic Hierarchy
  - Cardinals of the Holy Roman Church